# Wierzchowo Człuchowskie
Wierzchowo Człuchowskie – stacja kolejowa w Wierzchowie-Dworcu, w województwie pomorskim, w Polsce. Według klasyfikacji PKP ma kategorię dworca lokalnego. Stacja znajduje się przy strategicznie ważnej do 1945 roku magistrali kolejowej Berlin-Królewiec (tzw. Ostbahn).
Po 1920, w związku z zamknięciem linii Chojnice – Człuchów, wybudowano łącznicę do Człuchowa. Współcześnie przewiduje się jej odtworzenie w celu skierowania przez Człuchów pociągów Chojnice – Piła.

## Ruch pasażerski
| Rok  | Wymiana pasażerska na dobę |
| ---- | -------------------------- |
| 2017 | 20-49                      |
| 2022 | 50-99                      |

## Połączenia
- Chojnice
- Krzyż
- Piła
- Tczew